# Luz María Martínez Montiel
Luz María Martínez Montiel (n. San Juan Teotihuacan, 1935). Etnòloga, investigadora i acadèmica mexicana, és la primera africanista de Mèxic, especialitzada en cultures afroamericanes i en immigració africana, europea i asiàtica.

## Estudis[calcitació]
Després d'acabar la preparatòria a la Universitat Femenina de Mèxic, viatja a Nova York i Chicago per estudiar les comunitats negres dels Estats Units en l'època dels moviments integracionistes (1953). Un any després es trasllada a les Antilles (1954-1955), on estudia el folklore i el sincretisme religiós afroantillà: la santeria i el vudú. Al 1956 estudia a París amb els Ballets Africans de Keita Fodeba i, al 1957-1959, amb la ballarina i coreògrafa Katherine Dunham.
Martínez Montiel torna a Mèxic a estudiar la llicenciatura en Antropologia a l'Escola Nacional d'Antropologia i Història. Es llicencia en Ciències Antropològiques amb l'especialitat d'Etnologia a la Universitat Autònoma de Mèxic al 1965. Es trasllada a París on fa estudis com a africanista al Centre d'Estudis Africans, on li atorguen el Diploma d'Africanista al 1968. Alhora treballava al Museu de l'Ésser humà. Obté el doctorat en Etnologia a la Universitat René Descartes en la Sorbona de París al 1973. Al seu retorn a Mèxic estudia a la Universitat Nacional Autònoma de Mèxic on realitza el doctorat en Estudis Llatinoamericans.

## Treball de camp[calcitació]
Al 1962, realitzà treballs de camp a la Costa Chica de Guerrero, entre les poblacions afromestisses, al 1964. Col·labora en l'estudi socioeconòmic de la zona de Teotihuacán i rodalia. Entre 1963 i 1965, fa treball de camp en el Districte Federal i a la zona de Teotihuacán.
Durant la seua estada en el Museu de l'Ésser humà, feu viatges de treball de camp a l'Àfrica Occidental i l'Àfrica del Nord (1967 i 1971). Amb els materials recol·lectats elaborà la tesi de doctorat, sobre Art i Màscares al país Yoruba.
Fou nomenada per l'INAH al 1973 per realitzar una missió d'intercanvi entre Egipte i Mèxic, on fa treball de camp al país africà i al Líban.
A més ha realitzat treball de camp a: Algèria, el Marroc, Tunísia, Senegal, Nigèria, Haití, Cuba, Puerto Rico, República Dominicana, Nova York, Veneçuela, Palestina i París.

## Docència i recerca
La Dra. Luz María Martínez ha donat cursos, seminaris i conferències en institucions nacionals i internacionals:
- Institut d'Alts Estudis de París
- Centre d'Estudis de la Tradició Africana a Puerto Rico
- Universitat de Santo Domingo
- Institut Llatinoamericà de Berlín
- Universitat de Barcelona
- Universitat de Lisboa

A Mèxic ha impartit càtedra en:
- Universitat Autònoma de Guerrero
- Universitat Iberoamericana
- Institut Nacional de Belles arts

De 1974 a 2014 fou professora en la Facultat de Filosofia i Lletres de la UNAM, i hi impartí les assignatures d'Història d'Àfrica (en la llicenciatura d'Història) i el seminari d'Història de Mèxic Modern: els processos migratoris: s. XVI-XIX (en el postgrau).
En el postgrau d'Estudis Llatinoamericans, el seminari: Les aportacions africanes a la cultura llatinoamericana.
Al 2015 imparteix el seminari Afroamèrica: "La Tercera Arrel", com a especialitat.
Des del 2004 col·labora en el Programa Universitari d'Estudis de la Diversitat Cultural i la Interculturalitat (PUIC) de la UNAM amb la direcció de l'etnòleg José del Val, amb el projecte Afroamèrica: "La Tercera Arrel".
Luz María Martínez ha dedicat la seua vida a difondre els estudis afroamericans i afromexicans, amb el propòsit de reconéixer l'herència africana com “La Tercera Arrel” a Mèxic. Per a això ha creat cursos, càtedres, exposicions en algunes universitats i museus, així com trobades d'afromexicanistes i afroamericanistes tant nacionals com internacionals.
Quan era investigadora al Centre de Recerques Superiors de l'Institut Nacional d'Antropologia i Història (INAH), al 1975 fundà el projecte Afroamèrica: "La Tercera Arrel" i els Estudis de les Minories Ètniques a Mèxic.
En el postgrau de la facultat de Filosofia i Lletres de la UNAM instituí l'assignatura d'Àfrica a Amèrica Llatina i el seminari d'Història de Mèxic Modern: els processos migratoris als s. XVI-XX, al 1980. A la Universitat de Guanajuato creà la Càtedra UNESCO d'Estudis Afro-iberoamericans.
A Veracruz, al 1987, la Dra. Luz María Martínez:
- Va contribuir a l'establiment de l'Institut Veracruzano de la Cultura (IVEC)
- Va fundar el Premi Gonzalo Aguirre Beltrán
- Com a Directora de Patrimoni Cultural, dirigí l'establiment de la Sala de l'Esclavitud Africana en el Museu de la Ciutat.

Al 1989 amb el suport de l'etnòleg José Del Val, director del Programa Universitari Mèxic Nació Multicultural, crea el Festival Afrocaribeny.
El 1998, a Cuajinicuilapa, Guerrero, amb el suport del PUMNM-UNAM, funda el Museu de les Cultures Afromexicanes.

## Exposició itinerant[calcitació]
Instituí l'exposició itinerant Afroamèrica: "La Tercera Arrel”, adscrita al PUIC-UNAM, la qual s'ha presentat en diferents ciutats i museus:
- Ciutat d'Oaxaca
- Universitat Autònoma de l'estat de Morelos (2011)
- En ciutats de l'entitat federativa de Veracruz (2008), Xalapa-Enríquez i Orizaba (2012)
- A la ciutat de Mèxic l'exposició s'ha presentat a la Casa del Llac i a l'Ambaixada de Cuba (2001)
- República Dominicana (2003)
- Gabon (2004)
- Seu de "African Cultures" a Cotonou, Benín (2004)
- Estat espanyol (2009)
- Equador (2009)
- Cuba
- Nicaragua (2013)

## Premi al seu nom
En reconeixement de la seua tasca l'any 2014, el Programa Universitari d'Estudis de la Diversitat Cultural i la Interculturalitat PUIC-UNAM fundà la Medalla Luz María Martínez Montiel que fou lliurada en les Jornades 2014.

## Comités científics internacionals
Ha participat com a membre de diversos comités científics internacionals, entre aquests:
- La Ruta de l'Esclau, UNESCO.
- African Diasporas en la Michigan University.
- Programa d'Estudis Llatinoamericans, Varsòvia.
- Fou presidenta de la Comissió Anti-apartheid 1999, pel Consell Mundial de les Organitzacions Panafricanes.
- Està en el repertori d'Africanistes 2000-2013.
- Actualment (2015) és presidenta d'Afroamèrica Mèxic.

## Societats a les quals pertany[calcitació]
- Acadèmia Mexicana de Ciències
- Sistema Nacional d'Investigadors
- Societat Mexicana d'Etnòlegs
- Société des Africanistes
- Société des Américanistes
- Museu de l'Ésser humà (París)
- Associació Yoruba, de Cuba
- Fundació Fernando Ortiz
- Membre Honoris causa del Centre d'Estudis de la Cultura i Tradició Africana, de Puerto Rico
- Membre d'Honor de la Comissió d'Homenatge a l'Antropòloga i Coreògrafa Katherine Dunham

## Obra bibliogràfica
- Asiatic Migrations in Latin America, (1981), El Col·legi de Mèxic.
- La gota de oro, migración y pluralismo étnico en América Latina, (1987), Instituto Veracruzano de la Cultura (IVEC).
- Afroamèrica: La Tercera Arrel, (1988), IVEC.
- Negres a Amèrica, (1992), MAPFRE.
- Immigració i diversitat cultural a Mèxic. Una proposta metodològica per al seu estudi (2005) UNAM.
- Antropologia: coneixement i comprensió de la humanitat (1989), Esfinx.
- Afroamèrica I. La ruta de l'esclau (2004), UNAM.
- Africans a Amèrica (2008), UNAM.
- Afroamérica II. Africans i afrodescendents (2012), UNAM.
- En premsa: Afroamèrica III. La tercera Arrel. Presència africana a Mèxic.
- El 2004, és coordinadora i coautora d'Afroamèrica. La Tercera Arrel. Impacte de l'esclavitud a Amèrica (17 volums), publicat per la Fundació Històrica Tavera i Fundació I. H. De Larramendi.
- L'any 2005, La Fundació Històrica Tavera publica en CD els seus assaigs:
- Afroamèrica, gresol centenari.
- Cultures afrohispanes. Antecedents i desenvolupament.
- L'exili dels déus: religions afrohispanes.
- El tràfic en l'Amèrica hispana: el recurs als negres.
- Treball esclau a Mèxic.
- Línies de recerca.
- Coordinadora i coautora de Presència africana a Amèrica, publicat per CONACULTA:
- Presència africana a Centreamèrica (1993).
- Presència africana al Carib (1995).
- Presència africana a Mèxic (1994).
- Presència africana a Sud-amèrica (1995).

En Ràdio Educació realitzà trenta-tres programes amb el tema Afroamèrica i les seues cançons, 2004.